# Stosunek analny

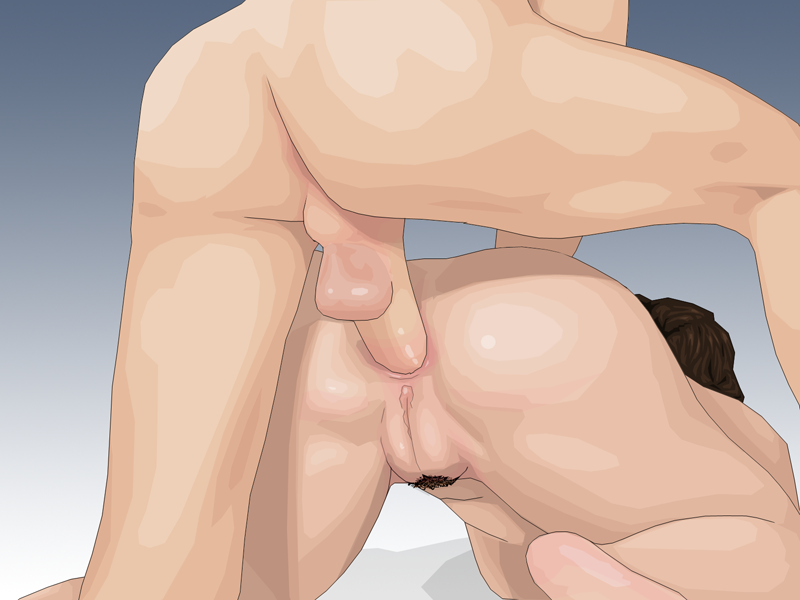
Ilustracja miejsc analno-genitalnych mężczyzny i kobiety podczas stosunku analnego

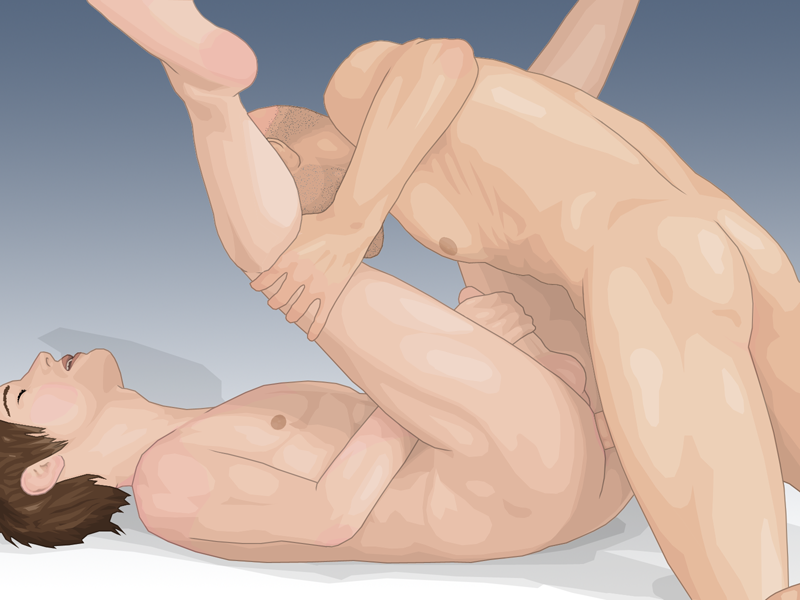
Przykładowa ilustracja stosunku analnego dwóch mężczyzn w pozycji misjonarskiej

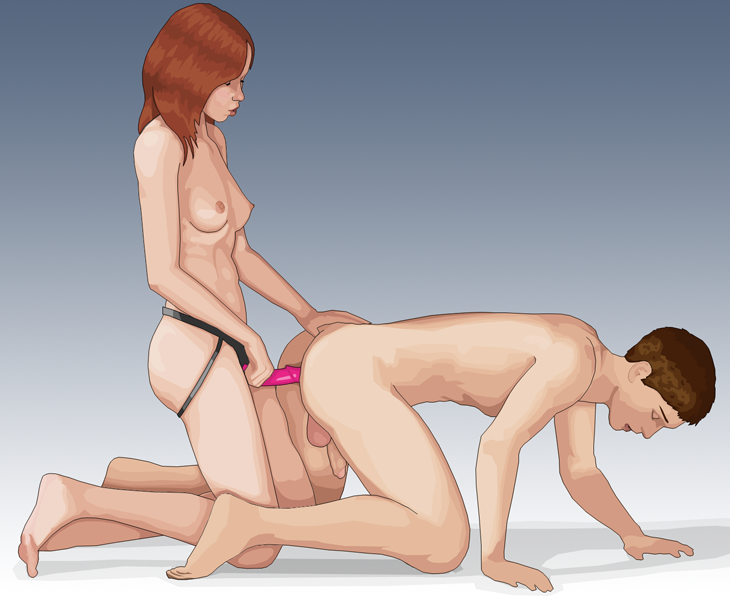
Pegging

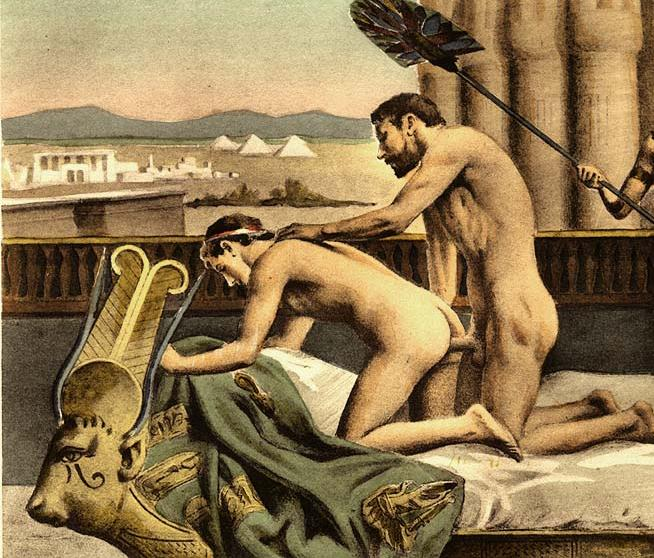
XIX-wieczna ilustracja przestawiająca stosunek analny w pozycji tylnej cesarza Hadriana i jego kochanka Antinousa

Stosunek analny, stosunek doodbytniczy (ang. anal sex, od łac. anus „odbyt”) – stosunek płciowy polegający na wprowadzaniu prącia w stanie wzwodu do odbytu partnerki lub partnera. Stosunek może także przebiegać z wykorzystaniem wibratora lub atrapy prącia, jak również z użyciem palców, języka czy dłoni. Stosunek analny bywa uprawiany zarówno przez pary homoseksualne jak i heteroseksualne.
Seks analny jest znany ludzkości już od czasów starożytnych. Uważa się, że ten rodzaj zbliżenia wymyślili mieszkańcy Peloponezu. Taką formę aktywności seksualnej nazywa się także miłością grecką.

## Atrakcyjność
Okolice odbytu są silnie unerwione i u niektórych osób stanowią wręcz najwrażliwszą strefę erogenną. U mężczyzn stymulacja oprócz podrażniania zakończeń nerwowych odbytu wiąże się także z masażem prostaty, u kobiet doznania zwiększa podrażnianie ścian pochwy.
U kobiet seks analny najrzadziej wiążę się z orgazmem w porównaniu z innymi formami aktywności seksualnej. Badania fokusowe wykazały, że dla kobiet penetracyjny seks analny to bolesne doświadczenie, które jest podejmowane głównie dla zaspokojenia partnera mężczyzny. Część badanych kobiet podejmowała się tej aktywności ze względu na ciekawość. W innym badaniu przeprowadzonym na próbie kobiet uprawiających seks analny 58% jako główny powód tej aktywności podało chęć spełnienia oczekiwań partnera.

## Rozpowszechnienie
Według opublikowanych w 2006 statystyk dotyczących Stanów Zjednoczonych, 38,2% mężczyzn w wieku od 20 do 39 lat, oraz 32,6% kobiet w wieku od 18 do 44 lat uprawiało heteroseksualny seks analny przynajmniej raz w życiu. Dane te pokazują wyraźny wzrost zainteresowania tą formą współżycia, ponieważ w roku 1992 jedynie 25,6% mężczyzn w wieku od 18 do 59 lat oraz 20,4% kobiet w takiej samej grupie wiekowej angażowało się w stosunki analne. W innym badaniu stwierdzono, że 22% kobiet i 21% mężczyzn uprawiało seks analny przynajmniej raz w poprzedzających 3 miesięcy. Badani uprawiający seks analny byli na ogół młodzi, mieli większą ilość partnerów seksualnych niż inni i częściej mieli historię chorób przenoszonych drogą płciową. Nawet te kobiety, które znajdowały przyjemność w stosunku analnym, w badaniu przeprowadzonym w Ameryce wolały stosunek waginalny.
Według badań Zbigniewa Izdebskiego, w Polsce w 2008 roku stosunki analne uprawiało 18% badanych, w porównaniu do 6% w 1992. Stosunek analny jest jedną z najpopularniejszych form stosunku płciowego wśród par gejowskich – w badaniu preferencji seksualnych gejów, przeprowadzonym w 2002 roku w Kalifornii, tylko 7,8% respondentów nigdy nie praktykowało seksu analnego.

## Ryzyko
Podczas penetracji odbytu i odbytnicy członkiem wzrasta ryzyko zakażenia chorobami przenoszonymi drogą płciową. Powodem jest bardziej delikatny nabłonek wyściełający odbytnicę w porównaniu z nabłonkiem pochwy, co skutkuje większą podatnością na uszkodzenia drobnych naczyń krwionośnych. Środkiem zapobiegającym zarażeniu jest najczęściej stosowana dodatkowo nawilżona prezerwatywa, która niweluje tarcie.

## Higiena
Kał znajduje się w będącej bezpośrednim przedmiotem penetracji odbytnicy jedynie na krótko przed defekacją. Moment ten łączy się z poczuciem parcia i jest bodźcem do wypróżnienia. Przy prawidłowo funkcjonującym przewodzie pokarmowym, poza momentem odczuwania parcia na stolec, odbytnica jest pusta. Mogą, lecz nie muszą znajdować się w niej jedynie śladowe ilości kału pozostałe po wcześniejszych wypróżnieniach. Osoby szczególnie uczulone na punkcie higieny przed uprawianiem różnych form seksu analnego stosują lewatywę.

## Uprzedzenia
Seks analny jest przedmiotem wielu uprzedzeń. Są związane z szeregiem obaw:
- higienicznych i zdrowotnych (związanych z kolonizacją końcowej części przewodu pokarmowego przez bakterie potencjalnie chorobotwórcze, możliwością zarażenia chorobami przenoszonymi drogą płciową, w szczególności wirusem HIV)
- estetycznych (ze względu na spodziewany kontakt z kałem)
- sensorycznych (ze względu na spodziewany ból związany z penetracją)
- fizjologicznych (związanych z obawami dotyczącymi możliwości uszkodzenia odbytnicy, jak i odbytu)
- naruszeniem tabu kulturowego (związanych ze wstydem obojga partnerów przy kontakcie z rejonem uznawanym za „nieczysty”)

## Historia
Jednym z najwcześniejszych wizerunków homoseksualnego seksu analnego jest ceramika kultury Vicús, która powstała około 1000 r. p.n.e. na terenie dzisiejszego Peru. Obrazy heteroseksualnego seksu analnego zawiera malowana ceramika kultury Mochica z Peru z 300 r.n.e.. W starożytnej Grecji przedstawienia seksu analnego w sztuce były na ogół ograniczone do satyrów lub dwóch młodych chłopców, rzadziej przedstawiano dojrzałych mężczyzn penetrujących młodych chłopców. 
Seks analny pojawia się również na japońskich i chińskich ilustracjach erotycznych shunga, które powstawały od XVI wieku. 
Cesarz Justynian I jako pierwszy użył terminu sodomia, jako określenia na seks analny pomiędzy mężczyznami. Pierwsze prawa zakazujące sodomii powstały w V wieku n.e. i były formą karania za związki homoseksualne. 

## Religie a seks analny
W katolicyzmie seks analny, podczas którego dochodzi do wytrysku uważany jest za grzech. Nauka Kościoła głosi, że seks analny jest grzechem, ponieważ wyklucza możliwość prokreacji, a przez to łamie ład ustanowiony przez Boga, w którym naturalną właściwością kontaktów seksualnych jest możliwość zapłodnienia.
Seks analny (arab. لواط liwāṭ) jest grzechem w islamie. Wyróżnia się mniejszy liwāṭ  (stosunek analny mężczyzny z kobietą) i większy liwāṭ  (stosunek dwóch mężczyzn).
Wyznawcy islamu opierają się na słowach proroka Mahometa:
- Przeklęty jest ten, który zbliża się do swej żony przez odbytnicę (przekazał Imām Ahmad)
- Kto odbywa stosunek z kobietą miesiączkującą lub stosunek analny, lub chodzi do wróżbitów, utracił wiarę w to, co zostało Mi objawione (przekazał al-Tirmidhi)

W judaizmie analne stosunki homoseksualne uważane są za ciężki grzech. W przypadku stosunków heteroseksualnych zdania są rozbieżne.

## Nazewnictwo w seksie mężczyzn
Wśród mężczyzn uprawiających seks analny partner penetracyjny może być określany jako top (pol. aktyw), a partner penetrowany – jako bottom (pol. pasyw), natomiast mężczyzna, który może pełnić którąkolwiek z tych ról – jako versatile (uniwersalny).